# تاهکوووئوری

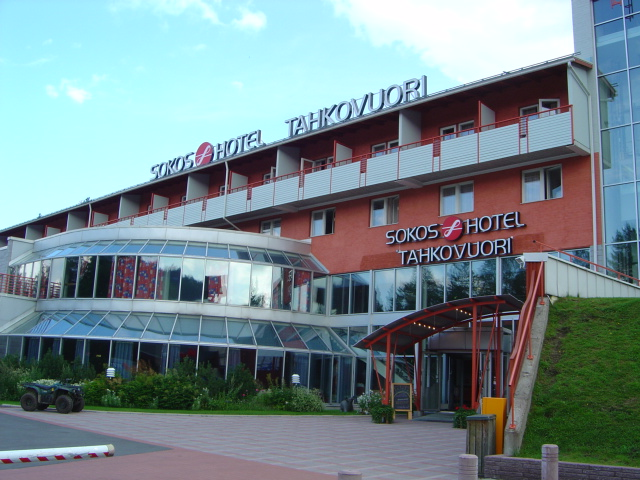
هتل‌های سوکوس در تاهکوووئوری

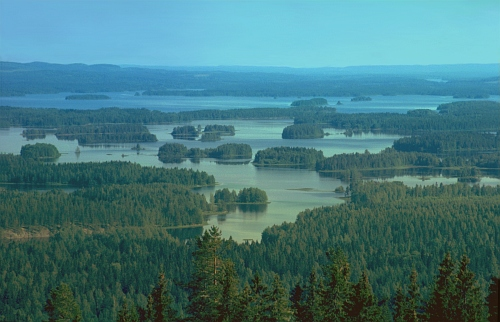
نمایی از دریاچه سووری از تاهکوووئوری

تاهکوووئوری (فنلاندی: Tahkovuori) که با نام Tahko نیز شناخته می‌شود، یک تفریحگاه واقع در شهر کوئوپیو، فنلاند است. این مکان حدود ۷۰ کیلومتری شمال مرکز شهر واقع شده و در تمام طول سال باز است.
تاهکو شهری کوچک با رستوران‌ها و امکانات ورزش‌های زمستانی است. مناطق نزدیک نیلسیا و شمال شرقی ساوونیا صدها کیلومتر مسیر مشخص شده برای اسنوموبیل دارند. همچنین یک منطقه حفاظت از جنگل از هوتاوانهلما (Huutavanholma) در جنوب غربی شهر وجود دارد. می‌توان از طریق یک مسیر پیاده‌روی از میان جنگل‌ها عبور کرد.
یک منطقه متروکه استخراج نواری در نزدیکی آن اکنون به مکانی برای اجرای اپرا تبدیل شده است.

## اقامتگاه‌ها
در این تفرجگاه ۸۵۰۰ تخت در خانه‌های تعطیلات، هتل آپارتمان‌ها و هتل‌ها وجود دارد. در این مکان مجتمع‌های کلبه‌ای زیادی وجود دارد. از جمله تپه‌های تاهکو و تفرجگاه طلایی تاهکو

## فعالیت‌ها
فعالیت‌های زیادی در تفرجگاه تاهکو وجود دارد:
زیپ‌لاین تاهکو طولانی‌ترین زیپ‌لاین در فنلاند است.